# Te blestem!
Te blestem! (titlu original: Thinner) este un film american thriller de groază din 1996 regizat de Tom Holland. Rolurile principale au fost interpretate de actorii Robert John Burke, Joe Mantegna.

## Distribuție
- Robert John Burke — Billy Halleck
- Joe Mantegna — Richie "The Hammer" Ginelli
- Lucinda Jenney — Heidi Halleck
- Michael Constantine — Tadzu Lempke
- Kari Wührer — Galina Lempke
- Bethany Joy Lenz — Linda Halleck
- Daniel von Bargen — Chief Duncan Hopley
- John Horton — Judge Cary Rossington
- Time Winters — Prosecutor
- Howard Erskine — Judge Phillips
- Terrence Garmey — Bailiff
- Randy Jurgensen — Court Clerk
- Jeff Ware — Max Duggenfield
- Antonette Schwartzberg — Mama Ginelli
- Terence Kava — Gabe Lempke
- Irma St. Paule - Suzanne Lempke
- Elizabeth Franz - Leda Rossington
- Stephen King — Dr. Bangor
- Adriana Delphine — Gypsy Woman
- Ruth Miller — Billy's Secretary
- Sam Freed — Dr. Mike Houston
- Peter Maloney - Biff Quigley
- Josh Holland - Frank Spurton

## Producție
Cheltuielile de producție s-au ridicat la 14 milioane $.

## Primire
A avut încasări de 15.3 milioane $.